# عبد العزيز بن عبد الجليل
عبد العزيز بن عبد الجليل باحث مغربي، ولد بمدينة فاس عام 1931م، عمل مدرساً للغة العربية ثم مديراً لإحدى المدارس الثانوية ومسؤولاً عن المعهد الوطني للموسيقى، نشر عدداً من الدراسات والبحوت في مجال الفنون الموسيقية.

## مؤلفاته
- التربية الموسيقية لمعلمي المدارس الابتدائية.
- مدخل إلى تاريخ الموسيقى المغربية.[2]
- الموسيقا الأندلسية المغربية: فنون الأداء.[3]
- التربية الموسيقية.